# Râul Molochiș
Râul Molochiș este un afluent de stânga al fluviului Nistru, care curge prin Ucraina și Republica Moldova. Își are izvorul nu departe de localitatea ucraineană Lîsoghirka. Molochiș se revarsă în fluviu la kilometru 434 de la gura fluviului, în extremitatea sud-estică a satului Molochișul Mare. Lungimea râului este de 31 km, iar cota izvorului se află la 200 de m deasupra nivelului mării.

## Bazin
Bazinul râului Molochiș este situat în sudul Podișului Podoliei și se caracterizează prin suprafața deluroasă, puternic dezmembrată de ravene și vâlcele, predominant arată, cu versanți abrupți, acoperiți ce vegetație de stepă.

## Valea râului
Valea este slab șerpuitoare în formă de V latin, cu lățimea de la 0,7 până la 6 km, predominant de 2 - 4 km.
Pe unele sectoare, de la izvor și până la satul Plopi, lunca este bine exprimată, în aval de sat este bilaterală, cu lățimea de 100 m, în amonte de satul Haraba, de 250 m, netedă, uscată, cu vegetație de pajiște, parțial arată.
Malurile în cea mai mare parte sunt abrupte, cu înălțimea de 0,6 – 2,5 m, formate din nisipuri argiloase, pe alocuri pietroase, acoperite cu vegetație și desișuri de salcie.